# Helmer Lagergren
Helmer Lagergren, född 7 december 1862 i Vika, Dalarna, död 3 januari 1947 i Falun, gravsatt i familjegraven på Dala Husby kyrkogård, var en svensk postmästare och kulturhistoriker. Lagergren var son till Knut Harald Lovis Lagergren (1826-07-23 - 1904-12-23) och Maria Vilhelmina "Mina" Norström (1830-05-26 - 1915).
Lagergren avlade studentexamen 1882 i Falun och var filosofie studerande vid Uppsala universitet höstterminen 1882 till vårterminen 1883. Han blev extra ordinarie postexpeditör 1883, biträdande postexpeditör 1886 vid järnvägsposten i västra distriktet, vid mellersta distriktet 1894. Han var verksam i postverkets tjänst på olika håll bland annat som postexpeditör i Hudiksvall 1897-98 och i Kristinehamn 1898-08, innan han blev postmästare i Korsnäs 1908, i Ljusdal 1914 samt i Luleå 1915, där han var verksam till och med 1929. Vid sidan härom var han verksam som genealog och kultur- och personhistoriker. Lagergren är känd för sina biografiska postmatriklar och olika släkthistoriska arbeten. Han utarbetade år 1911 en utredning över släkten Lagergren (Dalagrenen & Västgötagrenen), vilket omfattar omkring 110 personer. Han var en flitig medarbetare i lokaltidningarna på de orter där han bodde. Han erhöll 1942 den kungliga medaljen Illis Quorum.
Helmer Lagergrens efterlämnade papper är uppdelade på olika arkiv. De finns dels i Dalasamlingen i Falu stadsbibliotek med bland annat avskrifter av kyrkböcker, gårdshandlingar från bergsmansgårdar i Falutrakten, släkttavlor över ca 350 släkter med anknytning till Falun och Mora samt privata papper. Sådant som rör Kristinehamn och Värmland finns i Värmlands museum i Karlstad. och har förtecknats i årsboken Värmland förr och nu 1938. Hans anteckningar om Värmlandsstudenter i Uppsala 1593-1917 finns i Värmlands nations i Uppsala ägo. En del material efter honom finns också i Uppsala universitetsbibliotek